# Georgi Slavkov
Georgi Slavkov (în bulgară Георги Славков; n. 11 aprilie 1958, Musomișta, Goțe Delcev, Blagoevgrad, Bulgaria – d. 21 ianuarie 2014, Plovdiv, Bulgaria) a fost un jucător de fotbal bulgar.

## Premii obținute
- Gheata de aur (19)

## Legături externe
- Profil la National-Football-Teams

1. ↑   https://en.botevplovdiv.bg/article/category/43-Posledni-novini.html/p4 Lipsește sau este vid: |title= (ajutor)